# Ostlegion

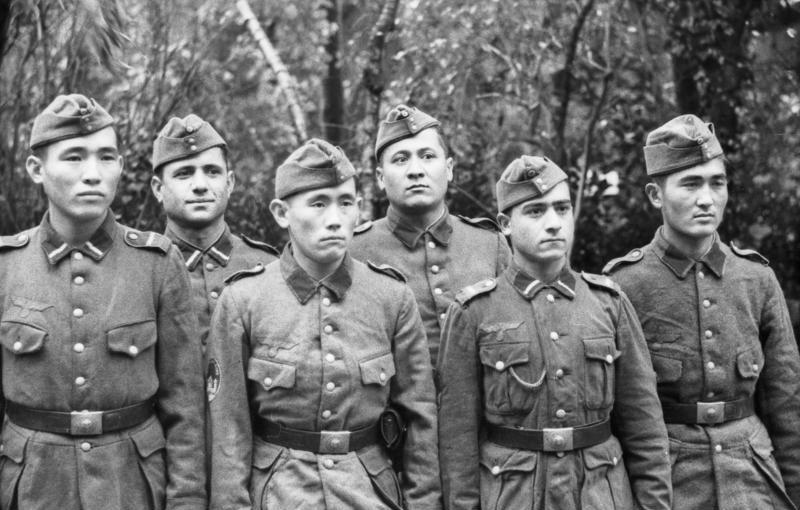
Turkmeense troepen.

De Ostlegionen (“oostlegioenen”) waren eenheden van het Duitse leger, de Wehrmacht, tijdens de Tweede Wereldoorlog, die waren samengesteld uit soldaten uit de niet-Russische minderheden van de Sovjet-Unie. Schattingen van de totale sterkte van de Ostlegionen lopen op tot 1 à 1,5 miljoen man. Naast echte vrijwilligers bestonden de Ostlegionen uit soldaten die de slechte omstandigheden in de krijgsgevangenenkampen wilden ontvluchten. Anderen werden gedwongen dienst te nemen. Hoewel het Duitse leger vergelijkbare, uit Russen bestaande eenheden kende, werd daarvoor de algemenere benaming Osttruppen gebruikt, tot de introductie van de naam Russisch Bevrijdingsleger (ROA) in 1942.
Kort na de inval in de Sovjet-Unie werd het Duitse leger geconfronteerd met grote aantallen burgers, deserteurs en krijgsgevangenen die zich aan wilden sluiten bij de Wehrmacht. Zowel bij Russen als niet-Russen bestond een grote afkeer van het communisme, de gedwongen collectivisatie van de landbouw en de onderdrukking van godsdienst. Bij niet-Russen speelde bovendien de politiek van russificatie een grote rol. De vrijwilligers dienden in eerste instantie vooral als kok, chauffeur of verpleger, en werden Hilfswillige of Hiwi's genoemd.
Door in te spelen op nationalistische en religieuze gevoelens slaagde de Wehrmacht er in grote aantallen krijgsgevangenen tot overlopen te bewegen. Terwijl het bewapenen van Russen en andere Slavische volkeren door Hitler uitdrukkelijk was verboden, wat niet wil zeggen dat het niet gebeurde, kon de Wehrmacht met diens instemming vanaf november 1941 enkele vrijwilligerseenheden vormen voor de verschillende Kaukasische volkeren. Als eerste werd het Turkestaans Legioen opgericht. Dit legioen werd gevormd op voorstel van generaal Erkilet, een lid van de Turkse generale staf en daarmee voor Hitler een afgezant van een potentiële bondgenoot. Op 30 december 1941 werden het Kaukasisch Moslim Legioen, het Georgisch Legioen en het Armeens Legioen opgericht. Het Kaukasisch Moslim Legioen werd al vrij snel gesplitst in het Noord-Kaukasisch Legioen en het Azerbeidzjaans Legioen. Begin 1942 volgde de vorming van het Wolga Tataren Legioen en het Krimtataren Legioen.
De legioenen waren geen zelfstandige legers maar bestonden uit kleinere eenheden ter grootte van een bataljon (Ostbataillon) of een compagnie (Ostcompagnie), die onder Duitse leiding stonden en waren toegevoegd aan Duitse divisies waar ze vooral, en met succes, werden ingezet in de strijd tegen partizanen. De uniformen onderscheidden zich van die van de Duitsers door het gebruik van nationale symbolen en traditionele klederdracht. Voor ieder legioen werd tevens een nationaal comité opgericht, dat in de propaganda als provisionele regering dienstdeed.
Naarmate het Duitse leger verder naar het westen werd gedreven nam het vertrouwen van de Duitsers in de Ostlegionen af. Geleidelijk werden de meeste eenheden verplaatst naar het westen, als bemanning van de Atlantikwall. Hierdoor ging het moreel bij de manschappen snel achteruit. Op D-Day werd, mede vanwege het feit dat de veelal ongemotiveerde Ostlegionen voor de verdediging werd ingezet, de Atlantikwall makkelijker doorbroken dan gedacht. In april-mei 1945 kwamen Georgiërs van het 822e Georgische Bataljon dat op Texel was gelegerd, in opstand (zie Opstand van de Georgiërs).
Na de oorlog leverden de westelijke Geallieerden de meeste soldaten uit naar de Sovjet-Unie, waar hen in het gunstigste geval deportatie naar de Goelag wachtte wegens landverraad.